# إطلاق النار إيبي
إطلاق النار إيبي كان إطلاق نار جماعي قتل خلاله مسلحان أربع عاملات إغاثة. وقع الهجوم في 22 فبراير 2021 في قرية إيبي شمال وزيرستان خيبر بختونخوا في باكستان.

## إطلاق النار
كان الضحايا داخل سيارة عندما قتلهم مسلحان على دراجة نارية بالرصاص. قُتلت أربع نساء، وأصيب السائق في الهجوم.